# Родіонов Петро Олександрович
Петро Олександрович Родіонов (25 січня 1913, місто Усмань Тамбовської губернії, тепер Липецької області, Російська Федерація — лютий 2013, місто Москва, Російська Федерація) — радянський державний діяч, 2-й секретар ЦК КП Грузії, головний редактор журналу «Агітатор». Член Бюро ЦК КП Грузії в 1964—1971 роках. Кандидат у члени ЦК КПРС у 1966—1971 роках. Депутат Верховної Ради СРСР 7—8-го скликань. Кандидат історичних наук, доктор історичних наук, професор.

## Життєпис
З 1932 року — літературний співробітник, завідувач відділу газети.
У 1935—1936 роках — у Червоній армії.
З 1936 року — кореспондент, відповідальний секретар обласної газети.
Член ВКП(б) з 1939 року.
У 1939—1941 роках — літературний співробітник, завідувач відділу, редактор газети «Красное Знамя» міста Єлець Орловської області.
У 1941—1942 роках — комісар батальйону народного ополчення, учасник німецько-радянської війни. З 1942 року — 1-й секретар районного комітету ВКП(б).
У 1944—1948 роках — 1-й секретар Єлецького міського комітету ВКП(б) Орловської області.
У 1948 році закінчив заочно Вищу партійну школу при ЦК ВКП(б).
З 1948 року — завідувач відділу Орловського обласного комітету ВКП(б).
У 1953—1954 роках — завідувач відділу пропаганди і агітації Московського міського комітету КПРС.
У 1954—1958 роках — аспірант Академії суспільних наук при ЦК КПРС.
У 1958—1961 роках — інструктор відділу ЦК КПРС.
У 1961—1964 роках — головний редактор журналу «Агітатор».
30 січня 1964 — 27 лютого 1971 року — 2-й секретар ЦК КП Грузії.
У 1971—1990 роках — заступник директора Інституту марксизму-ленінізму при ЦК КПРС.
З 1990 року — на пенсії в Москві. 
Помер у лютому 2013 року в Москві.

## Нагороди
- орден Вітчизняної війни І ст. (19.08.1946)
- орден Трудового Червоного Прапора (1962)
- орден Дружби народів
- медалі
- Почесний громадянин міста Єльця (1985)